# 崔秀英 (編劇)
崔秀英（韓語：최수영），韓國電視劇編劇。

## 作品

### 電視劇
- 2004年：KBS《老處女日記》
- 2013年：KBS《一絲的純情》
- 2014年：MBC《心懷叵測的恢單女》
- 2018年：JTBC《我的ID是江南美人》
- 2023年：網飛 《戀愛大戰》

## 外部連結
- NAVER搜索